# Hôtel de Fonvert
L'hôtel de Fonvert (hôtel de Fontvert ou hôtel Guiran de la Brillane) est un hôtel particulier situé à Aix-en-Provence situé au 2 rue Littéra.

## Histoire
Le monument fait l'objet d'une inscription partielle au titre des monuments historiques depuis 1929 ; les vantaux et l'imposte de la porte sont protégés.